# شاوش

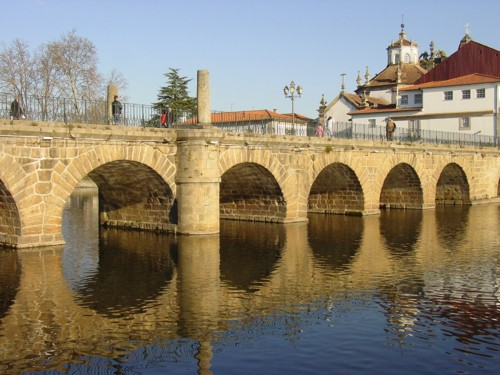
پلی در شهر شاوش

شاوش ((به پرتغالی: Chaves); تلفظ پرتغالی:[ˈʃavɨʃ] ()) یکی از شهرهای کشور پرتغال است.